# Бонтебок (Геренвен)
Бонтебок (нід. Bontebok) — село в нідерландській провінції Фрисландія. Входить до муніципалітету Геренвен.
Його площа становить 3,50км², а населення станом на 2021 рік складало 420 осіб.
Перша згадка про населений пункт датується 1640 роком. Його розвиток був пов'язаий із видобутком торфу у регіоні.

## Галерея

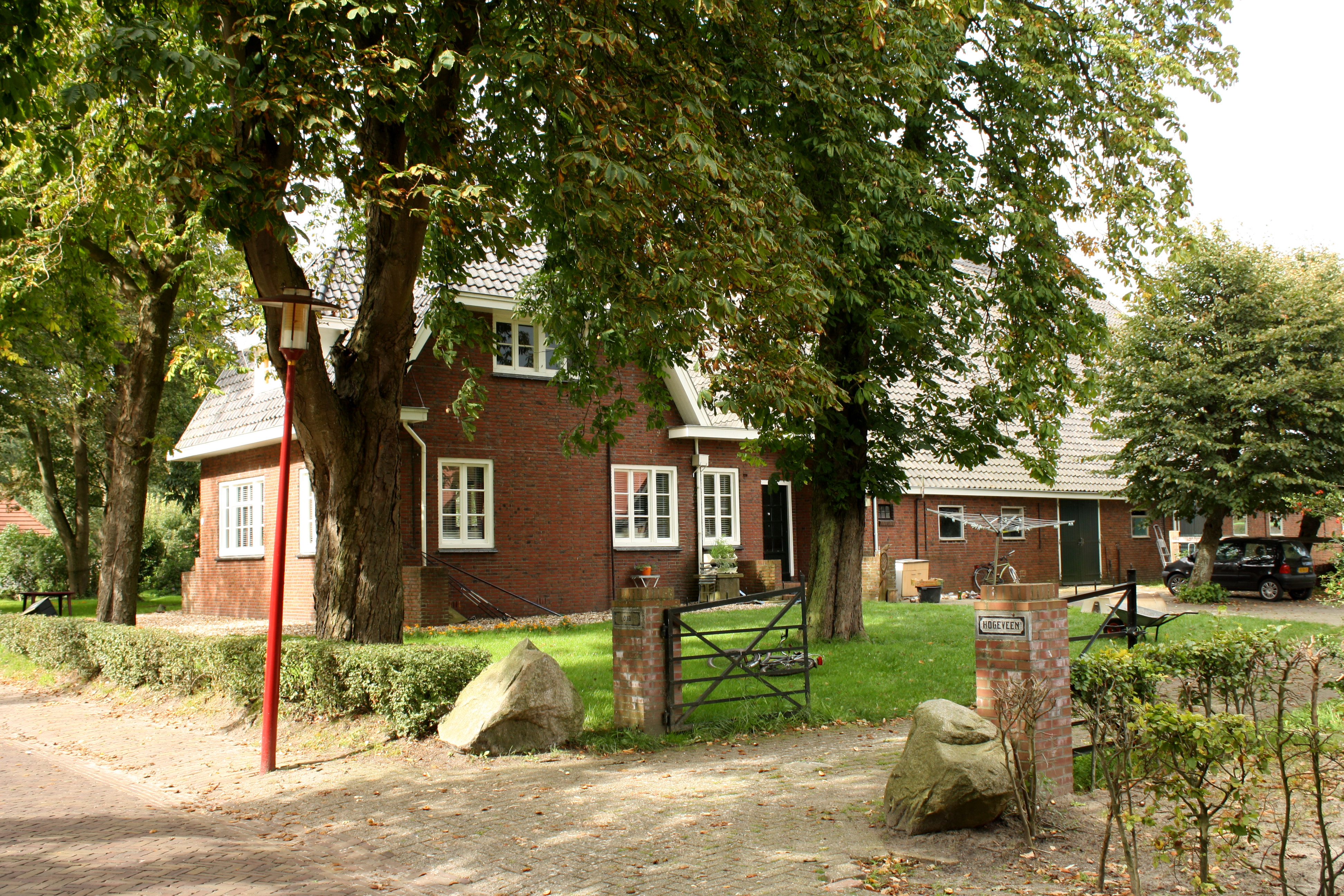
Ферма у Бонтебоці
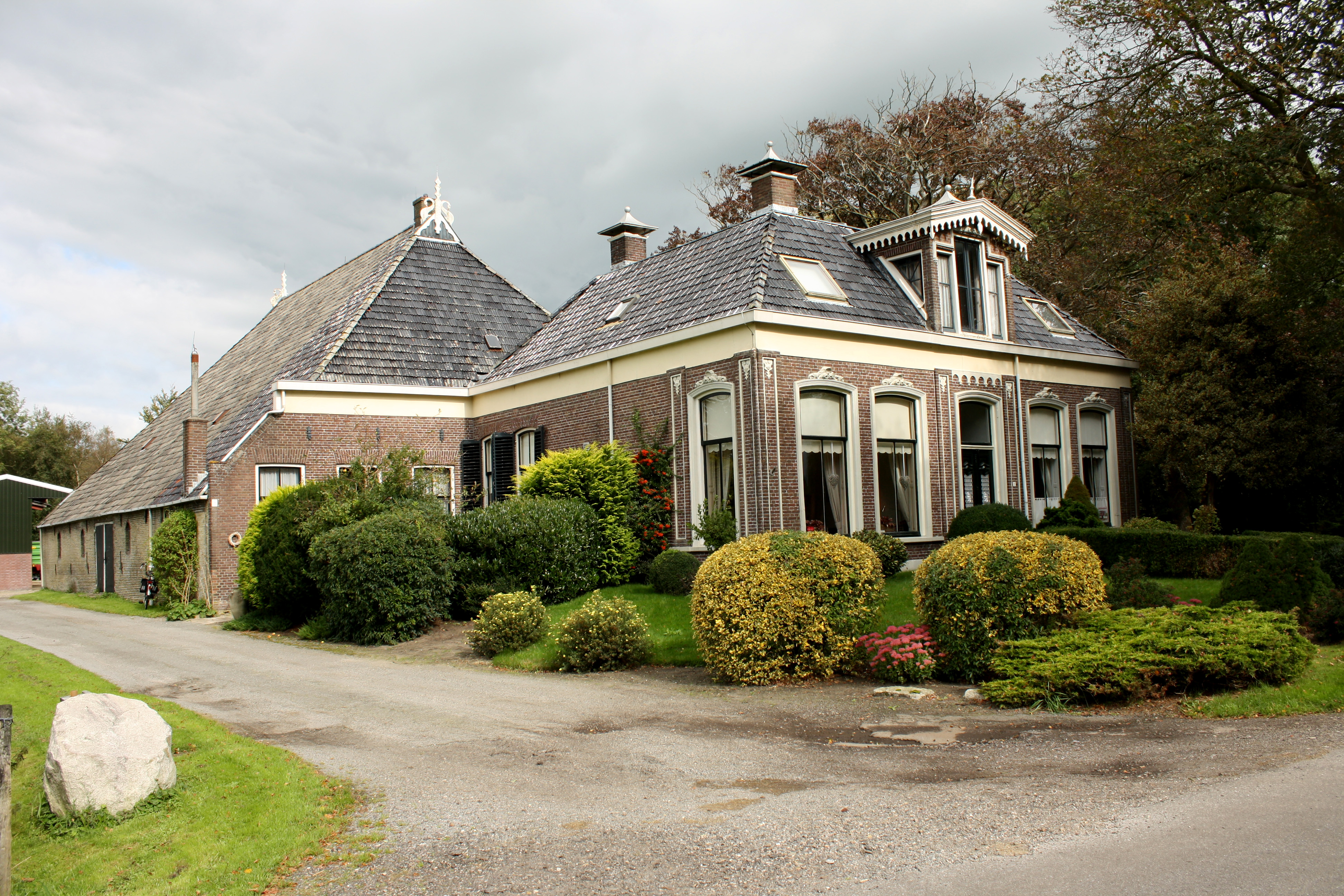
Ферма у Бонтебоці
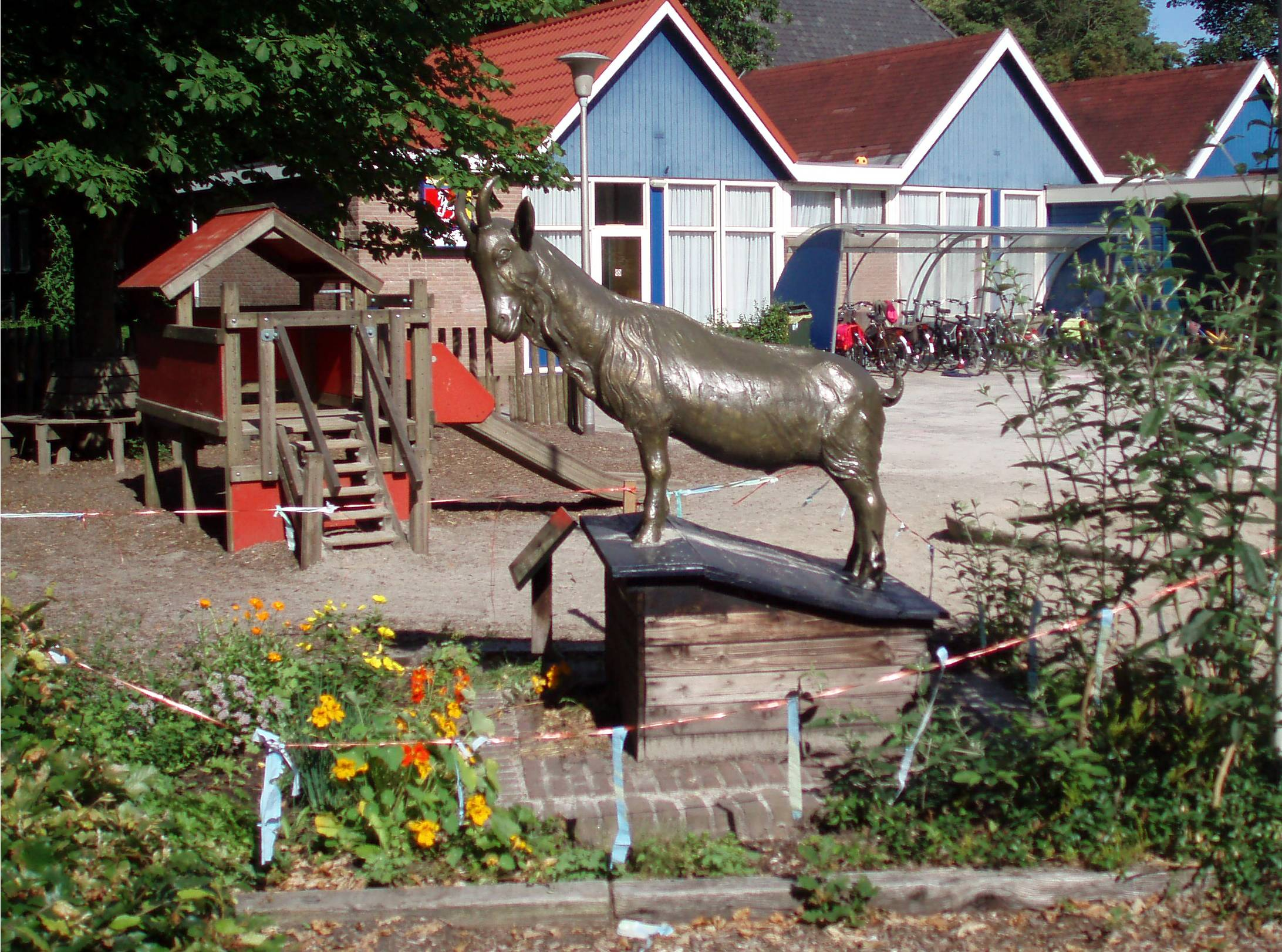
Статуя козла
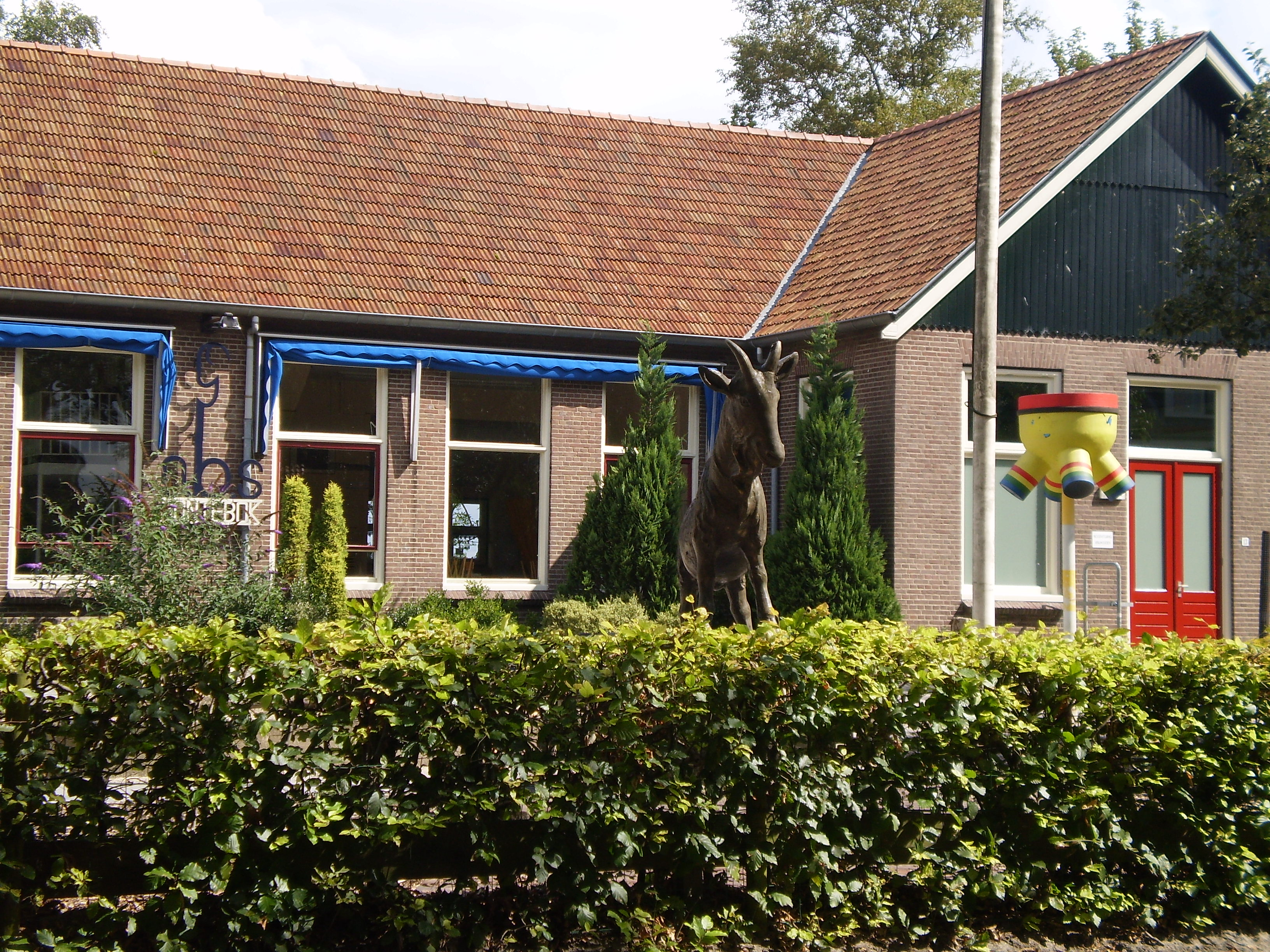
Школа у Бонтебоці